# Brasileira En Vivo
A Brasileira En Vivo Lucero mexikói énekesnő koncertalbuma. A lemezen 2017. szeptember 6-ai brazíliai (São Paulo) fellépésének a felvétele hallható. Ez a koncert volt Lucero első fellépése Brazíliában. A koncert programja nagyrészt a Carinha de Anjo című brazil film dalaiból állt. A filmben főszerepet játszó énekesnő/színésznő Lucero a filmben elhangzó dalokat is maga énekelte, adta elő. Az album 2019 áprilisában jelent meg a Universal Music Group kiadásában digitális formátumban világszerte. Mexikóban fizikai formátumban (CD+DVD) is kiadták 2019 májusában, majd később Brazíliában is.

## Az album dalai
1. Intro (En Vivo)
2. Carinha De Anjo (En Vivo)
3. Eu Tô De Olho (En Vivo)
4. Não Me Amou Como Eu Amei (En Vivo)
5. Filha Linda (En Vivo)
6. Joia Rara Preciosa (En Vivo)
7. Aquarela (En Vivo)
8. O Barquinho (En Vivo)
9. Garota De Ipanema (En Vivo)
10. Agua De Beber (En Vivo)
11. Era Uma Vez (En Vivo)
12. Talismã (En Vivo)
13. Evidências (En Vivo)
14. Pequena Aprendiz (En Vivo)
15. Não Me Deixe Ir (En Vivo)
16. Dona Desse Amor (En Vivo)
17. Hasta Que Amanezca (En Vivo)
18. Cadinho De Amor (En Vivo)
19. Trem Bala (En Vivo)